# Phlogacanthus
Phlogacanthus is een geslacht uit de acanthusfamilie (Acanthaceae). De soorten uit het geslacht komen voor in Azië, van India tot in China.

## Soorten
- Phlogacanthus abbreviatus (Craib) Benoist
- Phlogacanthus albiflorus Bedd.
- Phlogacanthus annamensis Benoist
- Phlogacanthus asperulus Nees
- Phlogacanthus brevis C.B.Clarke
- Phlogacanthus celebicus Backer ex Bremek.
- Phlogacanthus colaniae Benoist
- Phlogacanthus cornutus Benoist
- Phlogacanthus curviflorus (Nees) Nees
- Phlogacanthus cymosus (T.Anderson) Kurz
- Phlogacanthus datii (Benoist) D.V.Hai, Y.F.Deng & R.K.Choudhary
- Phlogacanthus elongatus T.Anderson
- Phlogacanthus fuscus Lindau
- Phlogacanthus geoffrayi Benoist
- Phlogacanthus gomezii (Nees) J.R.I.Wood
- Phlogacanthus gracilis P.Anderson ex Burkill
- Phlogacanthus grandis Bedd.
- Phlogacanthus guttatus Nees
- Phlogacanthus insignis Kurz
- Phlogacanthus jenkinsii C.B.Clarke
- Phlogacanthus kjellbergii Bremek.
- Phlogacanthus lambertii Raizada
- Phlogacanthus magnus (C.B.Clarke) Y.F.Deng
- Phlogacanthus murtonii Craib
- Phlogacanthus paniculatus (T.Anderson) J.B.Imlay
- Phlogacanthus parviflorus T.Anderson
- Phlogacanthus pauciflorus J.B.Imlay
- Phlogacanthus pedunculatus J.B.Imlay
- Phlogacanthus pochinii Raizada
- Phlogacanthus poilanei Benoist
- Phlogacanthus prostratus J.B.Imlay
- Phlogacanthus pubinervius T.Anderson
- Phlogacanthus publiflorus Lindau
- Phlogacanthus pulcherrimus T.Anderson
- Phlogacanthus pyramidalis (Benoist) Benoist
- Phlogacanthus racemosus Bremek.
- Phlogacanthus rectiflorus J.B.Imlay
- Phlogacanthus thyrsiformis (Roxb. ex Hardw.) Mabb.
- Phlogacanthus tubiflorus Nees
- Phlogacanthus turgidus (Fua ex Hook.f.) Lindau
- Phlogacanthus vitellinus (Roxb.) T.Anderson
- Phlogacanthus yangtsekiangensis (H.Lév.) C.Xia & Y.F.Deng

... · 
Acanthopsis · 
Acanthus · 
Achyrocalyx · 
Afrofittonia · 
Ambongia · 
Ancistranthus · 
Andrographis · 
Angkalanthus · 
Anisacanthus · 
Anisosepalum · 
Anisotes · 
Anomacanthus · 
Aphanosperma · 
Aphelandra · 
Ascotheca · 
Asystasia · 
Avicennia · 
Ballochia · 
Barleria · 
Barleriola · 
Blepharis · 
Borneacanthus · 
Boutonia · 
Brachystephanus · 
Bravaisia · 
Brillantaisia · 
Brunoniella · 
Calacanthus · 
Calycacanthus · 
Camarotea · 
Carlowrightia · 
Celerina · 
Cephalacanthus · 
Chalarothyrsus · 
Chamaeranthemum · 
Chileranthemum · 
Chlamydacanthus · 
Chlamydocardia · 
Chorisochora · 
Chroesthes · 
Clinacanthus · 
Clistax · 
Codonacanthus · 
Conocalyx · 
Cosmianthemum · 
Crabbea · 
Crossandra · 
Crossandrella · 
Cyclacanthus · 
Cynarospermum · 
Cyphacanthus · 
Danguya · 
Dasytropis · 
Dichazothece · 
Dicladanthera · 
Dicliptera · 
Dischistocalyx · 
Duosperma · 
Dyschoriste · 
Ecbolium · 
Echinacanthus · 
Elytraria · 
Encephalosphaera · 
Eranthemum · 
Eremomastax · 
Filetia · 
Fittonia · 
Forcipella · 
Glossochilus · 
Graphandra · 
Graptophyllum · 
Gymnostachyum · 
Gypsacanthus · 
Hansteinia · 
Haplanthodes · 
Harpochilus · 
Hemigraphis · 
Henrya · 
Herpetacanthus · 
Heteradelphia · 
Holographis · 
Hoverdenia · 
Hulemacanthus · 
Hygrophila · 
Hypoestes · 
Ichthyostoma · 
Isoglossa · 
Isotheca · 
Jadunia · 
Justicia · 
Kalbreyeriella · 
Kosmosiphon · 
Kudoacanthus · 
Lankesteria · 
Leandriella · 
Lepidagathis · 
Megalochlamys ·
Ruellia · 
Strobilanthes · 
Thunbergia · 
...